# Conus milneedwardsi
Conus milneedwardsi е вид охлюв от семейство Conidae. Видът не е застрашен от изчезване.

## Разпространение и местообитание
Разпространен е в Джибути, Еритрея, Йемен, Индия (Андхра Прадеш, Гоа, Гуджарат, Карнатака, Керала, Махаращра и Тамил Наду), Кения, Коморски острови, Мавриций, Мадагаскар, Майот, Мозамбик, Пакистан, Реюнион, Сейшели, Сомалия, Танзания и Шри Ланка.
Обитава крайбрежията и пясъчните дъна на океани и морета. Среща се на дълбочина от 50 до 76 m, при температура на водата около 21,9 °C и соленост 35,4 ‰.